# Бабочник опалённый
Бабочник опалённый (лат. Libelloides hispanicus) — вид насекомых из семейства аскалафов отряда сетчатокрылых.

## Описание
Голова крупная, с хорошо развитыми глазами, занимающими большую часть головы. Усики с булавой на вершине, длиннее самого тела. Окраска крыльев преимущественно коричневая, как бы образующая подпалины, с которыми и связано его русское название вида. Крылья перепончатые, на вершине прозрачные. Продольные жилки крыльев сильно ветвятся. Тело покрыто длинными волосками. Грудь и брюшко чёрные.

## Ареал и систематика
Вид имеет разорванный ареал: распространён в Европе на Иберийском полуострове (Libelloides hispanicus hispanicus (Rambur, 1842)) и на Кавказе, в Закавказье (Грузия, Армения, Азербайджан) и Турции (Амасия, Артвин) (Libelloides hispanicus ustulatus).
На Северном Кавказе подвид L. hispanicus ustulatus распространён в Краснодарском крае, Адыгее, Карачаево-Черкесии, Северной Осетии и Дагестане. Ареал в Краснодарском крае включает горные зоны Абинского, Северского, Горячеключевского, Апшеронского, Туапсинского районов, территорию городов Новороссийск и Геленджик.
Стоит отметить, что в некоторых работах подвид ustulatus рассматривается как самостоятельный вид.

## Биология
Редкий локально распространенный, малочисленный вид. Время лёта в мае—июле в зависимости от высоты биотопа. Обитает на лугах и луговых степях низкогорий-среднегорий, на высотах 700—2000 м над уровнем моря. Встречался у границ ледников. Взрослые насекомые активны в дневное время суток, летают исключительно в тёплую солнечную погоду. Обычно летают на большой высоте. На территории Краснодарского края России вид обитает главным образом в поясе грабово-дубовых лесов, предпочитает крупные поляны, прогалины, опушки, просеки и вырубки. Самка откладывает яйца на стебли травянистых растений в виде широкого кольца. Личинки похожи на личинок муравьиных львов, но шире их и более плоские, охотятся на различных насекомых. Личинки первого возраста красновато-бурые, какое-то время держатся на кладке.

## Охрана
Вид включен в Красную книгу Краснодарского края и Республики Адыгея. Встречается малочисленными локальными популяциями, изолированными друг от друга. Максимальная плотность в местах концентрации на территории данных регионов может составлять 30—50 особей на 1 га.